# KK Zadar
KK Zadar je hrvatski košarkaški klub iz Zadra. Klub trenutačno igra u ABA ligi i HT Premijer ligi. Zadar se često naziva gradom košarke, a uz to je poznat po svojoj navijačkoj skupini Tornado, a što potvrđuje njihov česti uzvik: 
 KK Zadar je osnovan 1945. godine, postavši dom mnogih velikana poput Krešimira Ćosića i Pina Gjergje. Današnja dvorana Krešimira Ćosića je dom KK Zadra, kao znak na njegovo sjećanje.

## Povijest
Košarka je dovedena u Zadar preko talijanskih studenata. Zahvaljujići njima igra se razvijala bez obzira na skromna igrališta i opremu u gradu, da bi 1. listopada 1930. napokon bila osnovana službena košarkaška organizacija u Zadru.

#### Poslije Drugog svjetskog rata
Dana 6. srpnja 1945. osnovano je fiskulturno društvo Zadar i košarka je bila jedna od sekcija. Osnovali su ju Tullio Rochlitzer, Berto Nadoveza (stric Pere Nadoveze) i Enzo Sovitti. Već u kolovozu iste godine Zadar sudjeluje na fiskulturnom natjecanju u Zagrebu i osvaja drugo mjesto u muškoj i ženskoj konkurenciji. Na tom neslužbenom prvenstvu Hrvatske prva je bila Rijeka, a Zadar je bio drugi. Igrali su: Berto Nadoveza, Tullio Rochlitzer, Teo Bernardi, Ermano Vazzoler, Ante Zeraušek, Gojko Mirković, Enzo Sovitti, Gianni Lazzari i Norino Scirocchini.A u rujnu je održan turnir u Zadru u kojem su sudjelovale četiri gradske ekipe: Arbanasi, Valdeghisi, Voštarnica i Zadar. Tu je prvi put igrano i doigravanje, prvoplasirana i drugoplasirana momčad igrale su za prvo mjesto. To se u Europi uvelo tek 40 godina kasnije. 
Zadar 1946. osvaja prvo mjesto na hrvatskom prvenstvu i drugo mjesto na saveznom natjecanju. Zadarski igrači Guido Pitoni i Madera Kalmeta nastupali su za jugoslavensku reprezentaciju. Hrvatsko se prvenstvo se te 1946. igralo u Zadru. Za Zadar su igrali: August Zenne, Tullio Rochlitzer, Ante Zeraušek, Ermano Vazzoler, Gvido Pittoni, Enzo Sovitti, Nade Domin, Izidor-Iži Maršan i Ratko Alunni. Potom su išli na prvenstvo Jugoslavije koje se igralo u Beogradu. Sastavu su se pridružili Gojko Mirković i Ante Relja. Trenirao ih je Đuro Vujanić. Postali su doprvaci. Uspjeh su ponovili u Zagrebu naredne godine.
Godine 1947. Zadar osvaja prvenstvo Dalmacije i hrvatsko prvenstvo, dok se 1948. osnivaju selekcije juniorskih i pionirskih momčadi.
Dana 15. rujna 1951. u Slobodnoj Dalmaciji izlazi članak u o atmosferi navijača na utakmicama u Zadru. Na nekim značajnijim utakmicama znalo se okupiti i do 4000 ljudi. U to vrijeme Grad Zadar je imao oko 25.000 stanovnika.
Veliki se sastav prvaka osuo iseljavanjem pojedinih prvotimaca u Italiju. Ponajbolji igrač i veliki trener Tullio Rochlitzer je 1951. otišao u Crvenu zvezdu, a poslije u Italiju. To osipanje igračko kadra rezultiralo je ispadanjem iz prve lige, jedini put u povijesti KK Zadra.

#### Novo igralište i početak zlatnih godina
Dana 31. svibnja 1952. godine utakmicom protiv zagrebačke Mladosti otvoreno je novo igralište. Vec sljedeće godine zadarski igrači pocčinju emigrirati zbog političkih i ekonomskih razloga, tako da se Zadar ne uspijeva održati u saveznom natjecanju par godina. Godine 1958. Zadar se vraća u savezno natjecanje i osvaja 4. mjesto. To je bio početak zlatnih godina zadarske košarke koji kulminira s tri osvojena prvenstva 1965., 1967. i 1968. Zadar je tih godina bio jedna od najpopularnijih momčadi ne samo u Jugoslaviji nego i Europi, gdje su se uspjeli plasirati vrlo visoko. U to vrijeme su u Zadru igrale i do danas dvije najveće legende kluba, Giuseppe Giergia i Krešimir Ćosić. Dvorana Jazine izgrađena je 1967. u roku od samo 2 mjeseca. 

#### 1970-ih: Kup i još dva prvenstva
Nakon trećeg osvojenog prvenstva Krešimir Ćosić odlazi u SAD na Brigham Young, a Giergia odlazi u Italiju gdje je bio igrač/trener. Giergia se uskoro vraća natrag i 1970. Zadar osvaja jugoslavenski kup. Finale kupa igralo se u Splitu protiv Jugoplastike, a u finalu se pojavljuje Ćosić koji se vratio iz Amerike. Zadar je pobijedio rezultatom 64-60, a najbolji igrači utakmice bili su Giergia (23) i Ćosić (19). Pred kraj utakmice kod izjednačenog rezultata 57-57, Giergia je preuzeo stvari u svoje ruke. U tri napada postiže 6 koševa i dovodi Zadar do nedostižnih 63-57, nakon čega je utakmica bila gotova. 
Zadar ponovo osvaja dva prvenstva zaredom 1974. i 1975. Ovo zadnje prvenstvo osvojeno je nizom od 25 pobjeda. Jedini poraz doživljen je u prvom kolu od Jugoplastike u Splitu. Nakon toga Zadar niže 25 pobjeda do kraja sezone u tada najjacoj ligi Europe. U napadu Zadar je imao prosjek suta od 53 %, skoro 90 koševa po utakmici, dok je u obrani primao samo 78 koševa po utakmici. Nažalost, to je bio kraj zlatnih godina zadarske košarke, Giuseppe Giergia se u 38. godini života oprostio od košarke, a Krešimir Ćosić ponovo odlazi iz Zadra.

#### Razdoblje od 1975. do 1986.
Od 1975. do 1980. Zadar nastavlja igrati u saveznom natjecanju i uglavnom završava sezone u sredini tablice. Od igrača, tih godina se značajno ističe Branko Skroče, tri puta najbolji strijelac jugoslavenskog prvenstva, koji i dan danas stoji na vrhu kao igrač s najviše postignutih koševa u Zadru, i koji je kao jugoslavenski reprezentativac osvojio zlatne medalje na Svjetskom prvenstvu u Manili 1978. i na Olimpijskim igrama u Moskvi 1980.
U sezoni 1980./81. Giuseppe Giergia postaje trenerom Zadra i dovodi Stojka Vrankovića, koji će 10 godina kasnije zaigrati u NBA kao jedini igrača Zadra koji je nastupio u najjačoj svjetskoj košarkaškoj ligi. Zbog obveza vojnog roka, Branko Skroce nije igrao za Zadar, ali klub ipak i bez njega uspijeva završiti treći u saveznom natjecanju i probija se do polufinala Kupa Radivoja Koraća. To su nakon 1975. i dužeg vremena bile najuspješnije godine zadarske košarke. U momčad stižu mladi igrači, Darko Pahlić i Petar Popović. Sljedeće dvije sezone Giergia slaže momčad koja će 1986. napokon donijeti Zadru šesti naslov prvaka. Te godine Giergia se premješta u upravu kluba, a trenerom Zadra postaje Vlade Đurović.

#### Razdoblje 1980-ih
Sredinom 1980-ih Cibona je bila predvođena Draženom Petrovićem, te je bila jedna od najjačih europskih momčadi. Ipak 1986. Zadar je napravio nešto što je malo tko očekivao.
Zadar dolazi do finala prvenstva i nakon prve izgubljene utakmice u Zagrebu, dobiva drugu u Zadru, u toj utakmici za Cibonu nije nastupao Dražen Petrović zbog navodne ozljede gležnja. Treća i odlučujuća igrala se Zagrebu i svi su očekivali pobjedu Cibone. Ali Petar Popović, nakon prvog poluvremena bez koševa, daje 6 trica i postiže 36 poena u drugom poluvrijemenu, zajedno s 2 produžetka. Zadar je slavio 111:110 i uzeo 6. naslov prvaka.

## Odora i oznake
Boja dresova je bijela s malim priljevima plave, a kad klub igra u gostima onda obrnuti raspored boja od navedenog

## Dvorana
Klub je do 2008. igrao svoje utakmice u dvorani u Jazinama, a upočetkom sezone 2008./09. prelazi u novu dvoranu na Višnjiku, koja se nazvala po legendi zadarske i svjetske košarke, pokojnom Krešimiru Ćosiću. Dvorana može primiti 9.500 posjetitelja.

## Tornado
Tornado je košarkaška navijačka skupina, osnovana 1965. godine. Ona je druga najstarija navijačka skupina na ovim prostorima, odmah nakon splitske Torcide 1950. Od tada pa do danas ostali su uz svoj klub i pokazali svijetu ono što se je uvijek govorilo, da Zadar ima najbolje i najstrastvenije košarkaške navijače u Europi. Poznata je njihova navijačka pjesma: "Zadar je najbolji, Zadar je slavan,
nitko u Europi, njemu nije ravan".

## Klupski trofeji i ostali uspjesi

### Domaći
Prvenstvo Hrvatske (A-1 liga / Premijer liga):
- prvak (6): 2004./05., 2007./08., 2020./21., 2022./23., 2023./24., 2024./25.
- doprvak (12): 1992., 1997./98., 1998./99., 1999./00., 2001./02., 2003./04., 2005./06., 2006./07., 2008./09., 2009./10., 2012./13., 2021./22.
- prvak ligaškog dijela (4): 1998./99., 2003./04., 2007./08., 2018./19., 2020./21.

Kup Krešimira Ćosića:
- pobjednik (9): 1997./98., 1999./00., 2002./03., 2004./05., 2005./06., 2006./07., 2019./20., 2020./21., 2023./24.
- finalist (7): 1992./93., 2000./01., 2001./02., 2003./04., 2010./11., 2014./15., 2015./16.

Prvenstvo Jugoslavije:
- prvak (6): 1965., 1967., 1967./68., 1973./74., 1974./75., 1985./86.
- doprvaci (3): 1946., 1947., 1964.
- treći (7): 1960., 1962., 1966., 1980./81., 1983./84., 1984./85., 1989./90.

Kup Jugoslavije:
- prvak (1): 1969./70.
- finalist (1): 1979.

Prvenstvo NR Hrvatske:
- prvak: 1946., 1947.
- doprvak: 1945. (neslužbeno prvenstvo)

### Inozemni
Jadranska liga
- prvak (1): 2002./03.

Kup prvaka:
- polufinale: 1967./68., 1967./68., 1967./68.

Kup Raymonda Saporte:
- polufinale: 1999./2000.

Kup Radivoja Koraća:
- polufinale 1981./82., 1982./83.,[2] 1988./89.

### Sastavi prvaka, doprvaka i trećih
- 1945.: Berto Nadoveza, Tullio Rochlitzer, Teo Bernardi, Ermano Vazzoler, Ante Zeraušek, Gojko Mirković, Enzo Sovitti, Gianni Lazzari, Norino Scirocchini (doprvaci)[1]
- 1946.: August Zenne, Tullio Rochlitzer, Ante Zeraušek, Ermano Vazzoler, Gvido Pittoni, Enzo Sovitti, Nade Domin, Izidor-Iži Maršan, Ratko Alunni (prvaci Hrvatske)[1]
- 1946.: August Zenne, Tullio Rochlitzer, Ante Zeraušek, Ermano Vazzoler, Gvido Pittoni, Enzo Sovitti, Nade Domin, Izidor-Iži Maršan, Ratko Alunni, Gojko Mirković, Ante Relja. Trener: Đuro Vujanić (doprvaci Jugoslavije)[1]
- 1946.: August Zenne, Tullio Rochlitzer, Ante Zeraušek, Ermano Vazzoler, Gvido Pittoni, Enzo Sovitti, Nade Domin, Izidor-Iži Maršan, Ratko Alunni, Gojko Mirković, Ante Relja. Trener: Đuro Vujanić (doprvaci Jugoslavije)[1]
- 1947.: August Zenne, Tullio Rochlitzer, Ante Zeraušek, Ermano Vazzoler, Gvido Pittoni, Enzo Sovitti, Nade Domin, Izidor-Iži Maršan, Ratko Alunni, Gojko Mirković, Ante Relja. Trener: Đuro Vujanić (doprvaci Jugoslavije)[1]
- 1960.: (treći)
- 1962.: (treći)
- 1964.: (doprvaci Jugoslavije)
- 1964./65.: Vladimir Ćubrić, Đuro Stipčević, Miljenko Valčić, Marko Ostarčević, Bruno Marcelić, Jure Košta, Josip Đerđa, Petar Anić, Petar Jelić, Mile Marcelić, Krešimir Ćosić, Željko Troskot, Milan Komazec,[1] Zanki, Brajković. Trener: Enzo Sovitti (prvaci Jugoslavije)
- 1966.: (treći)
- 1966./67.: Josip Ðerda, Krešimir Ćosić, Miljenko Valčić, Petar Jelić, Đuro Stipčević, Željko Troskot, Brajković, Milan Komazec, Petar Anić, Laura, Jure Košta, Bruno Marcelić, Mile Marcelić, I. Troskot, Ortika. Trener: Đorđo Zdrilić (prvaci Jugoslavije)
- 1967./68.: Miljenko Valčić, Đuro Stipčević, Laura, Milan Komazec, Troskot, Jure Košta, Josip Đerđa, Krešimir Ćosić, Goran Brajković, Bruno Marcelić, Mile Marcelić. Trener: Đorđo Zdrilić (prvaci Jugoslavije)[1]
- 1969./70.: Vlado Vanjak, Đuro Stipčević, Goran Brajković, Bruno Marcelić, Milan Komazec, Josip Đerđa, Vlado Gruškovnjak, Krešimir Ćosić, Nedjeljko-Mišo Ostarčević, Nikola Olujić, Petar Jelić. Trener: Trpimir Lokin (osvajači kupa)[1]
- 1973./74.: Perinčić, Fabijan, Bruno Marcelić, Petani, Josip Ðerda, Krešimir Ćosić, Jerak, Ostarčević, Matulović, Skroče, Bakija, Bjedov. Trener: Valčić (prvaci Jugoslavije)
- 1974./75.: Perinčić, Fabijanić, Bakija, Bjedov, B. Marcelić, Doug Richards, Petani, Šuljak, Čosić, Jerak, Ostarčević, Matulović, Skroče, Fabulić, Grdović, Ðerda. Trener: Valčić (prvaci Jugoslavije)
- 1980./81.: (treći)
- 1983./84.: (treći)
- 1984./85.: (treći)
- 1985./86.: Darko Pahlić, Petar Popović, Milan Mlađan, Ante Matulović, Zdenko Babić, Draženko Blažević, Stojko Vranković, Veljko Petranović, Ivica Obad, Boris Hrabrov,. Tijekom prvenstva nastupili su i Dragomir Čiklić, Arijan Komazec i Stipe Šarlija. Trener: Vladimir Đurović, pomoćni trener: Branko Šuljak.[3]
- 1989./90.: (treći)
- 1997./98.: osvajači kupa Krešimira Ćosića (1)
- 1999./00.: osvajači kupa Krešimira Ćosića (2)
- 2002./03.: osvajači kupa Krešimira Ćosića (3), osvajači ABA lige
- 2004./05.: prvaci Hrvatske (1), osvajači kupa Krešimira Ćosića (4)
- 2005./06.: osvajači kupa Krešimira Ćosića (5)
- 2006./07.: osvajači kupa Krešimira Ćosića (6)
- 2007./08.: prvaci Hrvatske (2)
- 2019./20.: osvajači kupa Krešimira Ćosića (7)
- 2020./21.: prvaci Hrvatske (3), osvajači kupa Krešimira Ćosića (8)[4]
- 2022./23.: prvaci Hrvatske (4)
- 2023./24.: prvaci Hrvatske (5), osvajači kupa Krešimira Ćosića (9)

## Poznati igrači
| - Krešimir Ćosić - Josip Đerđa - Stojko Vranković - Tomislav Knežević - Hrvoje Perinčić - Emilio Kovačić | - Stipe Šarlija - Arijan Komazec - Branko Skroče - Veljko Petranović - Petar Popović - Marko Popović | - Dejan Bodiroga - Dino Rađa - Josip Sesar - Ivica Obad - Tulio Roklicer Luka Božić |

## Poznati treneri
| - Izidor Maršan - Enzo Sovitti - Luciano Valčić - Vlade Đurović - Vladimir Vanjak | - Zmago Sagadin - Ivica Burić - Danijel Jusup - Aleksandar Petrović - Veljko Mršić |

## Vanjske poveznice
- Službene stranice KK Zadar
- Stranice navijača KK Zadar